# История административно-территориального деления Румынии
Исторически административно-территориальное деление на жудецы сложилось в XV веке в Валахии, в Молдавии использовалось деление на цинуты. Они возглавлялись жудами и пыркэлабами соответственно, которые исполняли административные и судебные функции, в основе лежала система, использовавшаяся в поздней Византийской империи. В Трансильвании во времена её нахождения под властью Венгерского королевства существовало деление на комитаты.
Общее деление на жудецы сложилось после объединения Румынии в 1859 году по примеру французских департаментов, во главе каждого жудеца находился префект, данная система сохранилась до нашего времени (за исключением коммунистического периода, до 1968 года).
Политическая власть в жудецах, как и в целом в Румынии, делится на исполнительную, законодательную и судебную. Префект и его администрация составляют исполнительную власть, законодательную власть осуществляет Совет жудеца.

## 1859—1918 годы
После создания объединённого государства Королевство Румыния было разделено на 33 жудеца со следующими административными центрами:

| - Арджеш — Питешти - Бакэу — Бакэу - Ботошани — Ботошани - Брэила — Брэила - Бузэу — Бузэу - Васлуй — Васлуй - Влашка — Джурджу - Вылча — Рымнику-Вылча - Горж — Тыргу-Жиу - Долж — Крайова - Дорохой — Дорохой - Дымбовица — Тырговиште - Илфов — Бухарест - Ковурлуй — Галац - Констанца — Констанца | - Мехединци — Турну-Северин - Мусчел — Кымпулунг - Нямц — Пьятра-Нямц - Олт — Слатина - Прахова — Плоешти - Путна — Фокшаны - Роман — Роман - Романаць — Каракал (Румыния) - Рымнику-Сэрат — Рымнику-Сэрат - Силистрия — Чернаводэ/Меджидия - Сучава — Фэлтичени - Текуч — Текуч - Телеорман — Турну-Мэгуреле - Тулча — Тулча - Тутова — Бырлад - Фэлчу — Хуши - Яломица — Кэлэраши - Яссы — Яссы |  |

Административно-территориальное деление (1859—1918)

После Второй балканской войны Румыния присоединила к себе южную Добруджу, которая была разделена на два жудеца:
- Дуростор — Силистра
- Калякра — Базарджик

## Межвоенный период

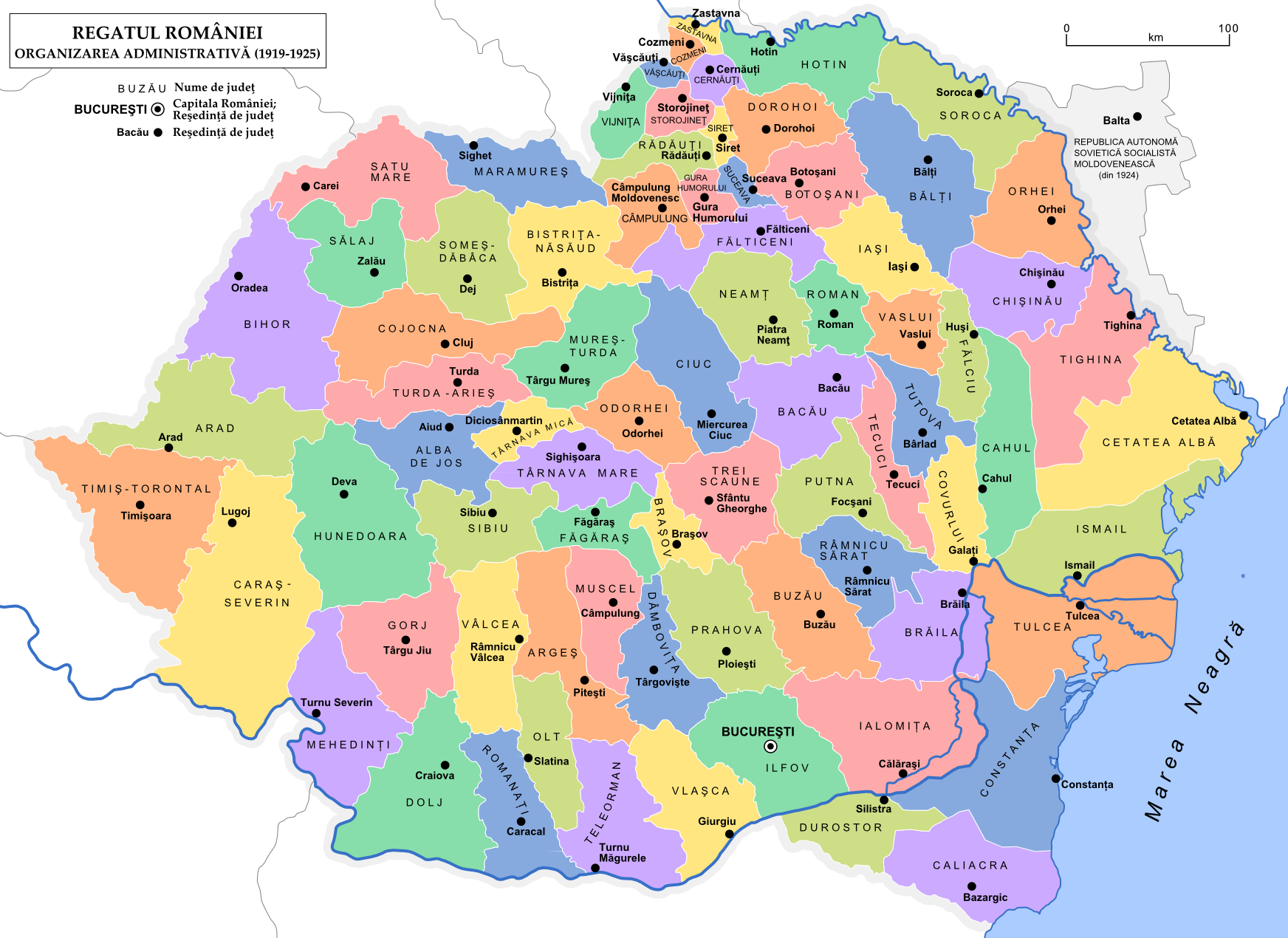
Административно-территориальное деление в 1918—1925 годах

Административно-территориальное деление в 1927—1938 годах с районами

Последующие изменения административно-территориального деления Румынии были обусловлены присоединением новых территорий. В 1923 году была принята новая Конституция Румынии, которая объединила административно-территориальные системы Трансильвании, Буковины и Бессарабии с административно-территориальной системой Королевства Румыния. В результате в 1925 году территория Румынии была разделена на 71 жудец, 489 районов (плас) и 8879 коммун. Многие из тех жудецов существуют и по сей день, иные прекратили существование в ходе Второй мировой войны, а некоторые прекратили существование. Среди последних:
- Байя (Baia) — объединён с жудецем Нямц (Neamţ);
- Влашка (Vlaşca) — переименован в жудец Джурджу;
- Дорохой (Dorohoi) — объединён с жудецем Ботошани (Botoşani)
- Караш (Caraş) — объединён с Северином в жудец Караш-Северин (Caraş-Severin);
- Ковурлуй (Covurlui) — переименован в жудец Галац (Galaţi);
- Кымпулунг (Câmpulung) — объединён с жудецем Сучава (Suceava);
- Мусчел (Muscel) — объединён с жудецем Арджеш (Argeş);
- Одорхей (Odorhei) — переименован в Харгита (Harghita);
- Путна (Putna) — переименован в жудец Вранча;
- Рэдэуци (Rădăuţi) — объединён с жудецем Сучава;
- Рымнику Сэрат (Râmnicu Sărat) — разделён между жудецами Вранча, Бузэу и Брэила;
- Роман (Roman) — объединён с жудецем Нямц;
- Романаци (Romanaţi) — объединён с жудецем Олт;
- Северин (Severin) — объединён с жудецем Караш в жудец Караш-Северин;
- Сомеш (Someş) — разделён между жудецами Марамуреш, Клуж, Сэлаж и Бистрица-Нэсэуд;
- Тырнова-Микэ (Târnava Mică) — разделён между жудецами Брашов, Сибиу и Муреш;
- Тырнова-Маре (Târnava Mare) — разделён между жудецами Брашов, Сибиу и Муреш;
- Текуч (Tecuci) — разделён между жудецами Галац и Бакэу;
- Тимиш-Торонтал (Timiş-Torontal) — переименован в Тимиш;
- Турда (Turda) — объединён с жудецем Алба;
- Тутова (Tutova) — объединён с жудецем Васлуй;
- Фэгэраш (Făgăraş) — объединён с жудецем Брашов (Braşov);
- Фэлчиу (Fălciu) — объединён с жудецем Васлуй (Vaslui);
- Чук-Трей-Скауне (Ciuc-Trei Scaune) — переименован в жудец Ковасна (Covasna);
- Яломица (Ialomiţa) — разделён между жудецами Яломица и Кэлэраши.

## Цинуты: 1938—1940 годы

Цинуты Румынии

В 1938 году была принята новая Конституция, согласно которой административное деление Румынии было вновь изменено. Страна была разделена на 10 цинутов, возглавляемых королевскими резидентами. Данное территориальное устройство было недолгим: в связи с началом Второй мировой войны, Вторым Венским арбитражом и пактом Молотова — Риббентропа Румыния понесла территориальные потери, и данное устройство было восстановлено только после падения монархии.
| Герб | Цинут   | Административный центр |
|      | Арджеш  | Бухарест               |
|      | Дунэрий | Галац                  |
|      | Жиу     | Крайова                |
|      | Кришурь | Клуж-Напока            |
|      | Муреш   | Алба-Юлия              |
|      | Мэрий   | Констанца              |
|      | Нистру  | Кишинэу                |
|      | Прут    | Яссы                   |
|      | Сучава  | Чернэуци               |
|      | Тимиш   | Тимишоара              |

## Вторая мировая война

### Транснистрия

Административное деление Румынии (1942)

Летом 1941 года после вторжения Германии в СССР румынские войска оккупируют территорию Винницкой, Одесской, Николаевской областей Украинской ССР и левобережной части Молдавской ССР. На оккупированной территории были созданы 13 жудецов:
- Ананьев
- Балта
- Берёзовка
- Голта
- Дубоссары
- Джугастра
- Могилёв
- Овидиополь
- Одесса
- Очаков
- Рыбница
- Тирасполь
- Тульчин

### Территориальные изменения
Летом 1940 года, согласно пакту Молотова — Риббентропа, Румыния передала Советскому Союзу территории Бессарабии, Северной Буковины и области Герца. После распада СССР эти территории стали частью независимой Молдавии и Украины.
| Украина: - Черновцы (Cernăuţi) - Четатя-Албэ (Cetatea Albă) - Хотин (Hotin) — частично - Измаил (Ismail) - Строжинец (Strojineţ) | Молдавия: - Бельцы (Bălţi) - Кагул (Cahul) - Оргеев (Orhei) - Хотин (Hotin) — частично - Сороки (Soroca) - Тигина (Tighina) - Лапушна (Lăpuşna) |

Также в результате Крайовского мирного договора Румыния передала Болгарии территорию Южной Добруджи.

## Социалистическая Румыния
Подготовка новой реформы, предусматривающей введение административно-территориальной системы по советскому образцу, началась в январе 1949 года. 6 сентября 1950 года был опубликован закон, согласно которому 58 жудецов заменялись на 28 областей, разделенных на 177 районов, 148 городов и 4052 коммуны.
Согласно указу № 331 от 19 сентября 1952 года количество областей было сокращено до 18, а также впервые со времени Великого объединения 1918 года была создана административно-территориальная единица по этническому признаку — Венгерская автономная область с центром в городе Тыргу-Муреш.
В 1956 году были упразднены области Арад и Бырлад.
В 1960 году областное деление Румынии претерпело последние изменения, когда Венгерская автономная область была переименована в Муреш-Венгерскую автономную область, также область Сталин была переименована в Брашов.
В феврале 1968 года решением Великого национального собрания Румынии была возвращена система жудецов, существующая и по сей день. Новая административная система включала 39 жудецов, 236 городов (в том числе 47 муниципалитетов) и 2706 коммун, включающих 13149 деревень.
В 1981 году вместо жудеца Илфов были созданы сельскохозяйственный сектор Илфов и жудец Джурджу, а на территории южной части жудеца Яломица был создан жудец Кэлэраши.

Административное деление Румынии 1950—52 гг.

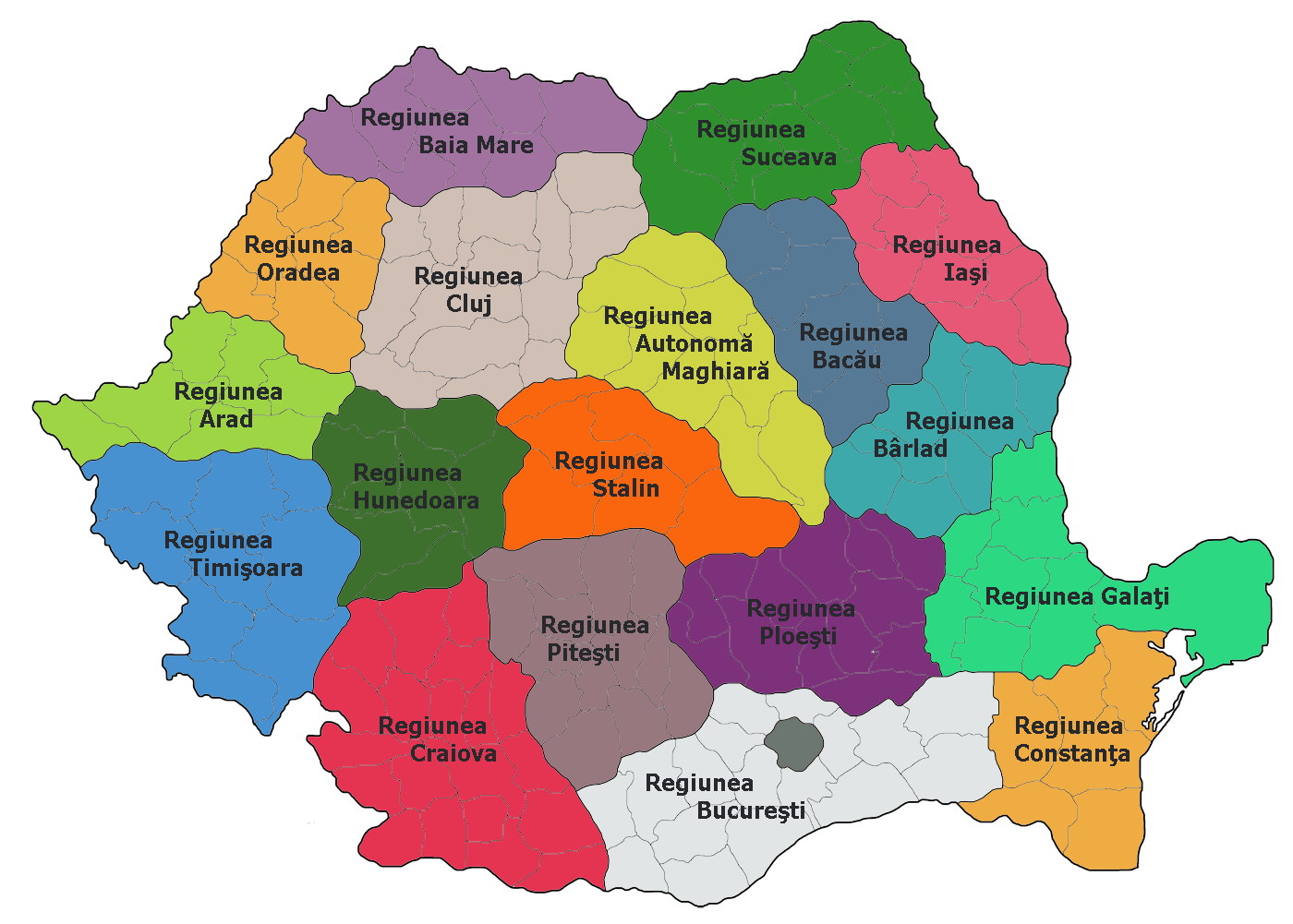
Административное деление Румынии 1952—56 гг.

Административное деление Румынии 1960—68 гг.

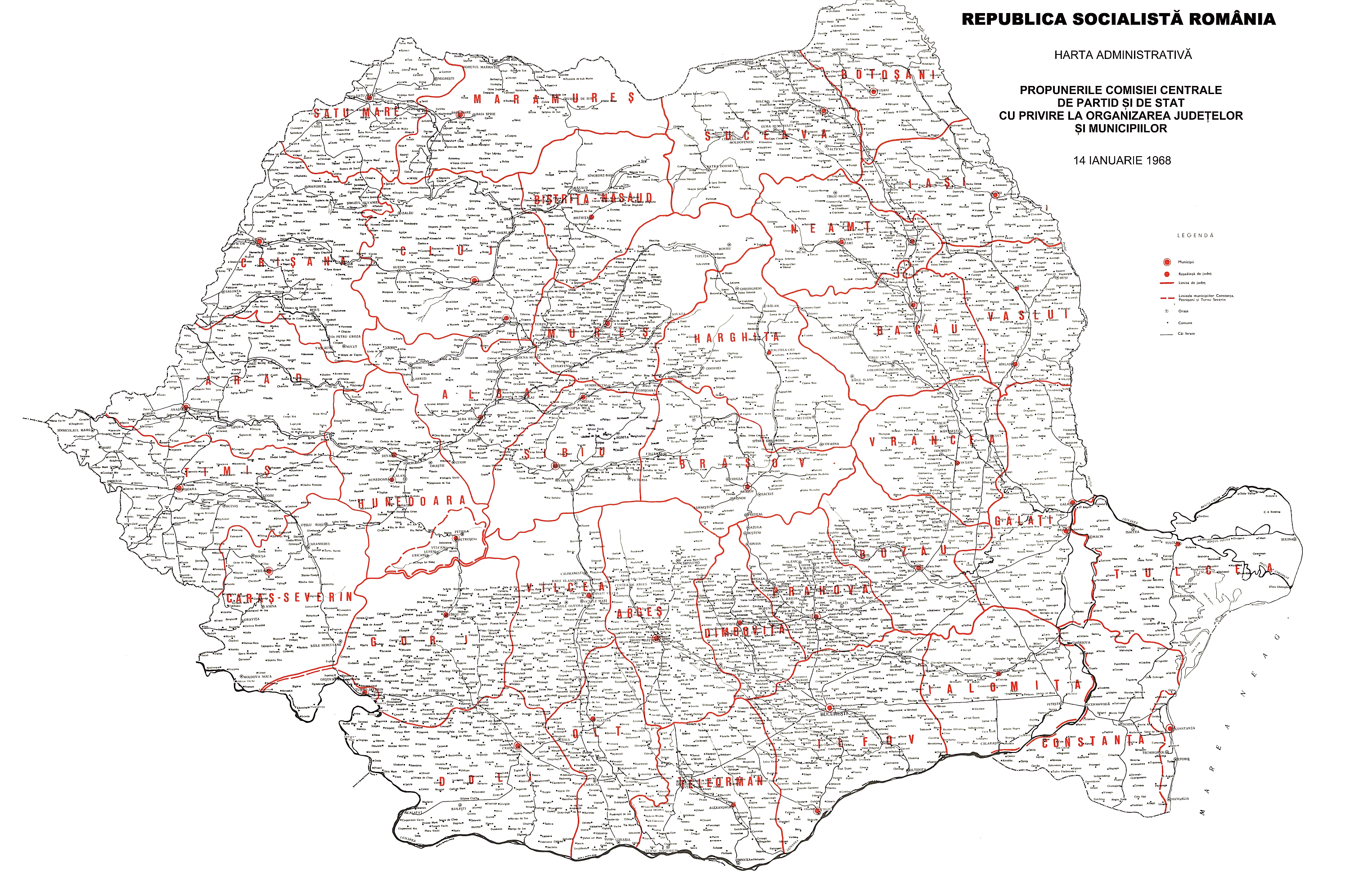
Административное деление 1968 года

|  |  |  |

|  |

## Современная ситуация
В 1997 году сельскохозяйственный сектор Илфов был преобразован в жудец.
В настоящее время территория Румынии подразделена на 41 жудец и муниципий Бухарест.
| Жудец           | Административный центр | Регион развития  | Код ISO |
| Алба            | Алба-Юлия              | Центральный      | AB      |
| Арад            | Арад                   | Западный         | AR      |
| Арджеш          | Питешти                | Южный            | AG      |
| Бакэу           | Бакэу                  | Северо-восточный | BC      |
| Бистрица-Нэсэуд | Бистрица               | Северо-западный  | BN      |
| Бихор           | Орадя                  | Северо-западный  | BH      |
| Ботошани        | Ботошани               | Северо-западный  | BT      |
| Брашов          | Брашов                 | Центральный      | BV      |
| Брэила          | Брэила                 | Юго-восточный    | BR      |
| Бузэу           | Бузэу                  | Юго-восточный    | BZ      |
| Бухарест        | муниципий Бухарест     | Бухарестский     | B       |
| Васлуй          | Васлуй                 | Северо-восточный | VS      |
| Вранча          | Фокшаны                | Юго-восточный    | VN      |
| Вылча           | Рымнику-Вылча          | Юго-западный     | VL      |
| Галац           | Галац                  | Юго-восточный    | GL      |
| Горж            | Тыргу-Жиу              | Юго-западный     | GJ      |
| Джурджу         | Джурджу                | Южный            | GR      |
| Долж            | Крайова                | Юго-западный     | DJ      |
| Дымбовица       | Тырговиште             | Южный            | DB      |
| Илфов           | Буфтя                  | Бухарестский     | IF      |
| Караш-Северин   | Решица                 | Западный         | CS      |
| Клуж            | Клуж-Напока            | Юго-западный     | CJ      |
| Ковасна         | Сфынту-Георге          | Центральный      | CV      |
| Констанца       | Констанца              | Юго-восточный    | CT      |
| Кэлэраши        | Кэлэраши               | Южный            | CL      |
| Марамуреш       | Бая-Маре               | Северо-западный  | MM      |
| Мехединци       | Дробета-Турну-Северин  | Юго-западный     | MH      |
| Муреш           | Тыргу-Муреш            | Центральный      | MS      |
| Нямц            | Пьятра-Нямц            | Северо-восточный | NT      |
| Олт             | Слатина                | Юго-западный     | OT      |
| Прахова         | Плоешти                | Южный            | PH      |
| Сату-Маре       | Сату-Маре              | Северо-западный  | SM      |
| Сибиу           | Сибиу                  | Центральный      | SB      |
| Сучава          | Сучава                 | Северо-восточный | SV      |
| Сэлаж           | Залэу                  | Северо-западный  | SJ      |
| Телеорман       | Александрия            | Южный            | TR      |
| Тимиш           | Тимишоара              | Западный         | TM      |
| Тулча           | Тулча                  | Юго-восточный    | TL      |
| Харгита         | Меркуря-Чук            | Центральный      | HR      |
| Хунедоара       | Дева                   | Западный         | HD      |
| Яломица         | Слобозия               | Южный            | IL      |
| Яссы            | Яссы                   | Северо-восточный | IS      |